# Paraplatoides longulus
Paraplatoides longulus là một loài nhện trong họ Salticidae.
Loài này thuộc chi Paraplatoides. Paraplatoides longulus được Marek Żabka miêu tả năm 1992.